# Hurricanes (rugbi)

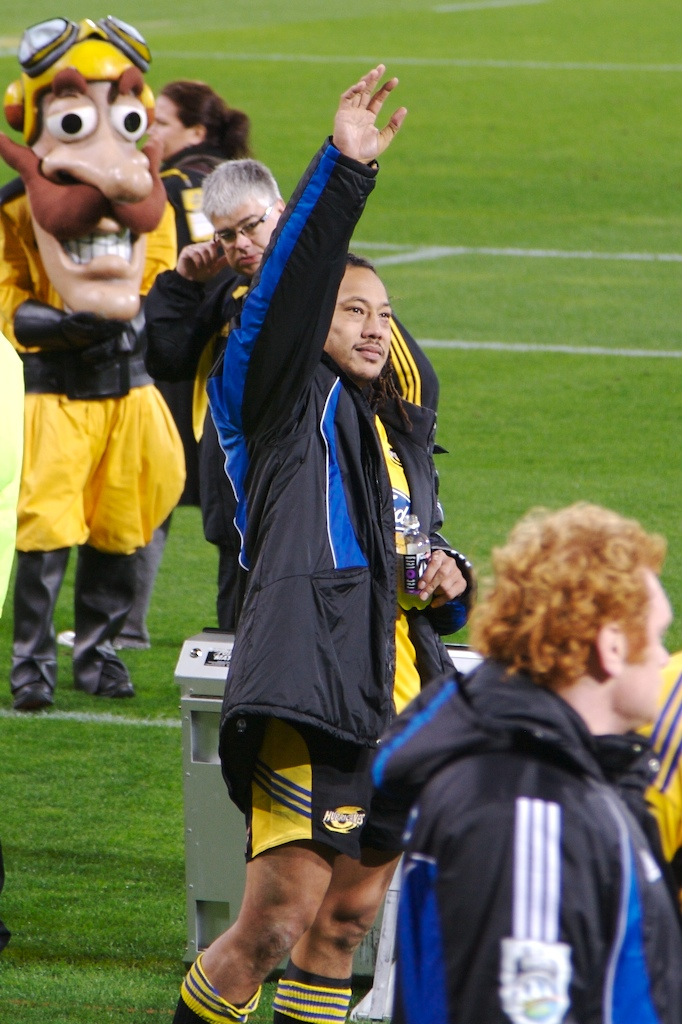
Tana Umaga, jugador dels Hurricanes (centre), i el Capità Hurricane, mascota de l'equip (esquerra)

Els Hurricanes (Huracans) són un equip masculí de rugbi de la ciutat de Wellington, Nova Zelanda. Juga des del 1996 en el Super Rugbi, el campionat de seleccions provincials de l'hemisferi sud, on representa a la regió sud de la Illa Nord.
L'equip va ser semifinalista set temporades: 1997, 2003, 2005, 2006, 2008, 2009 i 2015, i va arribar a la final el 2006 i 2015.
L'any 2016, obté el seu primer campionat derrotant en la final als Lions Sudafricans.
Des de l'any 2000, els Hurricanes juguen, la majoria dels seus partits, en l'Estadi Westpac, encara que també visita l'Arena Manawatu i el McLean Park; antigament jugaren en el Parc Atlètic. Vesteixen samarreta groga i pantaló negre, els mateixos que els Wellington Lions de la National Provincial Championship, d'on provenen la major part dels seus jugadors.
Alguns dels jugadors més destacats en la història dels Hurricanes han estat Christian Cullen, Hosea Gear, Cory Jane, David Holwell, Jonah Lomu, Dt.'a Nonu, Conrad Smith, Rodney Sota'oialo, Tana Umaga i Piri Weepu.

## Palmarès
Super Rugbi
- Campió (1): 2016
- Subcampió (2): 2006 i 2015.

- Grup Australàsia (1): 2016
- Conferència Nova Zelanda (2): 2015 i 2016.

## Estadístiques en Super Rugbi
Estadístiques considerades fins a la finalització de la temporada 2018
| Oponent     | Jugats | Guanyats | Empatats | Perduts | % de victòries |
| ----------- | ------ | -------- | -------- | ------- | -------------- |
| Blues       | 30     | 15       | 1        | 14      | 50.0%          |
| Brumbies    | 25     | 11       | 0        | 14      | 44.0%          |
| Bulls       | 21     | 11       | 0        | 10      | 52.3%          |
| Cheetahs    | 11     | 8        | 0        | 3       | 72.7%          |
| Chiefs      | 33     | 17       | 1        | 15      | 51.5%          |
| Crusaders   | 34     | 12       | 2        | 20      | 35.2%          |
| Force       | 11     | 10       | 0        | 1       | 90.9%          |
| Highlanders | 31     | 17       | 0        | 14      | 54.8%          |
| Jaguares    | 2      | 2        | 0        | 0       | 100.0%         |
| Kings       | 2      | 2        | 0        | 0       | 100.0%         |
| Lions       | 22     | 18       | 0        | 4       | 81.8%          |
| Rebels      | 7      | 6        | 0        | 1       | 85.7%          |
| Reds        | 22     | 16       | 0        | 6       | 72.7%          |
| Sharks      | 22     | 10       | 1        | 11      | 45.4%          |
| Stormers    | 19     | 8        | 0        | 11      | 42.1%          |
| Sunwolves   | 2      | 2        | 0        | 0       | 100.0%         |
| Waratahs    | 22     | 12       | 0        | 10      | 54.5%          |
| Total       | 316    | 177      | 5        | 134     | 56.01%         |